# Khari Stephenson
Khari Lasana Stewart Stephenson (Kingston, 18 gennaio 1981) è un ex calciatore giamaicano, di ruolo centrocampista.

## Carriera

### Club
Prodotto del vivaio del Real Mona, Stephenson praticò calcio universitario al Williams College dal 2000 al 2003. Totalizzò 40 reti e 18 assist. Nel 2004, fu la 27ª scelta al SuperDraft e finì al Chicago Fire. Non scese mai in campo con la prima squadra e fu scambiato ai Kansas City Wizards per una scelta al Draft. Stephenson giocò sporadicamente, nella sua annata da debuttante: giocò infatti soltanto 44 minuti, in 3 presenze, nella stagione regolare. Fu però titolare ai play-off e segnò anche una rete per i Wizards.
Nel 2006 si trasferì in Svezia, per giocare nel GAIS. L'anno seguente, passò all'AIK, dove la sua stagione non fu positiva. Ad agosto 2008, allora, firmò per lo Aalesund, dove fu poi raggiunto dal connazionale Demar Phillips. Esordì nella Tippeligaen il 4 agosto, schierato titolare nel pareggio a reti inviolate contro il Molde. Segnò la prima rete nella massima divisione norvegese nella vittoria per 1-0 contro lo Stabæk, in data 25 maggio 2009. L'8 novembre fu titolare nella finale di Coppa di Norvegia 2009, contro il Molde: la sfida si concluse sul 2-2 e si risolse ai calci di rigore, con Stephenson che segnò il suo.
Il 9 agosto 2010 tornò negli Stati Uniti, firmando per i San Jose Earthquakes. Al termine della Major League Soccer 2010, San Jose scelse di non confermarlo. Dopo un periodo di allenamenti al club, però, la squadra decise di tesserarlo nuovamente il 14 febbraio 2011.

### Nazionale
Partecipò, con la Giamaica under 20 al campionato mondiale Under-20 2001. L'esordio nella selezione maggiore arrivò invece nel 2004, per la sfida contro il Guatemala. Partecipò, l'anno seguente, alla CONCACAF Gold Cup 2005.